# Anders Johannisson
Anders Gustaf Martin Johannisson, född 29 december 1964, död 14 april 2025 i Sofia församling i Stockholm, var en svensk skådespelare.

## Biografi
Johannisson var verksam på Kulturhuset Stadsteatern i Stockholm sedan 1991 där han medverkade i en rad pjäser, bland annat på Klara Soppteater där han framförde Hans Alfredsons monolog Idiotens berättelse.
Johannisson medverkade även i film, tv och radio, bland annat i Killinggängets film Fyra nyanser av brunt och i Jesper Ganslandts Apan.